# Sengoku Basara (anime)
Sengoku Basara (戦国BASARA Chiến Quốc Basara) là một bộ anime dài tập dựa trên dòng game cùng tên của Capcom do hãng Production I.G sản xuất, được Mutō Yasuyuki lên kế hoạch và viết kịch bản, và đạo diễn bởi Kawasaki Itsurō. Bộ phim bắt đầu phát sóng trên đài Chubu-Nippon Broadcasting (CBC) của Nhật Bản vào tháng 4 năm 2009; các kênh khác phát sóng các tập trong vài ngày, bao gồm TBS, MBS và Animax. Mùa đầu tiên đã ra mắt truyền hình Bắc Mỹ trên kênh FUNimation Channel vào ngày 16 tháng 11 năm 2010.
Bộ anime được tiếp nối bởi mùa thứ hai của đạo diễn Nomura Kazuya, Sengoku BasaraA II, bắt đầu phát sóng vào tháng 7 năm 2010; và phim điện ảnh, Sengoku Basara: The Last Party, được phát hành vào ngày 4 tháng 6 năm 2011. Một bộ anime dài tập mới có tựa đề Sengoku Basara: Judge End bắt đầu phát sóng vào ngày 6 tháng 7 năm 2014. Sê-ri này dựa trên tựa game Sengoku Basara 3 và, không giống như loạt phim trước, được thực hiện bởi hãng Telecom Animation Film.

## Cốt truyện
Vào thời kỳ Chiến Quốc tại Nhật Bản thời Trung đại, nhiều tướng lĩnh đã tranh đoạt lẫn nhau nhằm giành lấy quyền lực và thống nhất đất nước. Một người đàn ông đã chứng tỏ là một mối đe dọa quá lớn: "Quỷ vương xứ Owari", Oda Nobunaga. Date Masamune và Sanada Yukimura, hai lãnh chúa trẻ từ các lãnh địa khác nhau trở thành kỳ phùng địch thủ, bắt đầu hình thành một liên minh không chắc chắn với các chiến tướng còn lại để hạ gục "quỷ vương". Phần đầu tiên kể về sự xuất hiện của các nhân vật chính, đặc biệt là hai nhân vật chính Masamune và Yukimura, và cuộc chiến chống lại Nobunaga, kẻ tìm cách chinh phục vùng đất dưới quyền hắn ta và sẵn sàng tiêu diệt bất cứ ai, kể cả đồng minh của mình, cản đường đi nước bước. Sau cùng mưu đồ này kết thúc với thất bại của Nobunaga dưới tay Masamune và Yukimura.
Phầnthứ hai chứng kiến sự xuất hiện của Toyotomi Hideyoshi với tư cách là kẻ thống nhất tiềm năng tiếp theo của xứ sở này, mặc dù, không giống như ghi chép thực sự trong sách sử, hắn ta không có mối liên hệ nào với gia tộc Oda, cuối cùng đã bị xóa sổ hoàn toàn cùng với phần đầu tiên.
Bộ anime kết thúc khi mô tả Nhật Bản đang rơi vào tình trạng hỗn loạn một lần nữa khi Ishida Mitsunari, cựu thuộc hạ của Hideyoshi, trút cơn thịnh nộ trên khắp toàn quốc hòng báo thù cho chủ cũ trong khi các lãnh chúa khác cùng nhau tập hợp mưu cầu một kỷ nguyên hòa bình. Masamune và Yukimura phải chiến đấu với Mitsunari để đưa đất nước đi đến hòa bình vì có điều gì đó kỳ lạ đang diễn ra đằng sau hậu trường.

## Âm nhạc
Ca khúc mở đầu chủ đề của mùa đầu tiên là bài "JAP" của nhóm nhạc Abingdon Boys School và ca khúc kết thúc chủ đề là bài "Break & Peace" của Dustz. Ca khúc mở đầu chủ đề của mùa thứ hai là bài "Sword Summit" của danh ca T.M. Revolution và ca khúc kết thúc chủ đề là bài "El Dorado" và "Fate" của Angelo. Ca khúc mở đầu phim điện ảnh là bài "FLAGS" của T.M. Revolution và ca khúc kết thúc là bài "The party must go on" cũng của T.M. Revolution.

## Nhân vật

### Gia tộc Date
Date Masamune (伊達 政宗 Y Đạt Chính Tông)
Lồng tiếng bởi: Nakai Kazuya (Tiếng Nhật); Robert McCollum (Tiếng Anh)
Masamune là người cai trị của gia tộc Date và được gọi là "Độc Nhãn Long xứ Oshu". Anh ta là một vị lãnh chúa hơi tự phụ, đầy tham vọng, người có xu hướng phá hỏng bài phát biểu của mình. Masamune thường sử dụng một thanh katana, nhưng anh ta có thể giữ yên và chiến đấu với sáu thanh kiếm cùng một lúc (ba trong mỗi bàn tay, được giữ giữa các ngón tay). Sáu thanh kiếm của anh được gọi là "Móng vuốt Rồng". Masamune được miêu tả là có mối quan hệ kỳ phùng địch thủ với Yukimura.
Katakura Kojūrō (片倉小十郎 Phiến Thương Tiểu Thập Lang)
Lồng tiếng bởi: Morikawa Toshiyuki (Tiếng Nhật); Travis Willingham (Tiếng Anh)
Kojūrō là chiến lược gia và vệ sĩ của Masamune trong trận chiến. Kojūrō có lúc đồng ý với Masamune ở một số điểm trong trận chiến. Kojūrō sử dụng một bộ katana và wakizashi. Kojūrō được gọi là "Mắt phải của Rồng", vì kỹ năng của anh ta như một vệ sĩ bù đắp cho mắt phải bị mất của Masamune.

### Gia tộc Takeda
Sanada Yukimura (真田 幸村 Chân Điền Hạnh Thôn)
Lồng tiếng bởi: Hoshi Sōichirō (Tiếng Nhật); Johnny Yong Bosch (Tiếng Anh)
Yukimura là một trong những chiến binh nổi tiếng nhất trong gia tộc Takeda, có hai yari, và rất nóng tính và trung thành đến mức cuồng tín với Takeda. Yukimura thường được miêu tả trong mối quan hệ kỳ phùng địch thủ với Masamune. Mặc dù Yukimura luôn xem nó như một bài kiểm tra sức mạnh, anh ta là một "túi đấm" phổ biến cho những cuộc cãi lộn không cần thiết của Shingen.
Takeda Shingen (武田 信玄 Vũ Điền Tín Huyền)
Lồng tiếng bởi: Genda Tessho (Tiếng Nhật); Christopher Ayres (Tiếng Anh)
Shingen là thủ lĩnh của gia tộc Takeda, nổi tiếng với đội kỵ binh bất khả chiến bại và được biết đến với cái tên "Con hổ xứ Kai". Ông có một vóc dáng to lớn, hùng vĩ và một bộ óc thông minh. Shingen cầm một cái rìu khổng lồ. Ông thường bắt đầu những cuộc cãi lộn lớn và không cần thiết với Yukimura, đôi khi không vì lý do gì, thường là bằng cách vật lộn hoặc trao đổi tên trong khi đánh nhau.
Sarutobi Sasuke (猿飛 佐助 Viên Phi Tá Trợ)
Lồng tiếng bởi: Koyasu Takehito (Tiếng Nhật); Michael Sinterniklaas (Tiếng Anh)
Sasuke là một ninja phục vụ cho gia tộc Takeda. Anh ta trông có vẻ lén lút, xảo quyệt và thoải mái nhưng có tinh thần trách nhiệm lớn khi cần thiết. Có một sự cạnh tranh thân thiện với Kasuga, mặc dù sau này không nhìn theo cách đó. Sasuke cầm hai chiếc shuriken khổng lồ gắn với một sợi dây dao cạo vô hình. Sasuke cũng triệu tập một con quạ quen thuộc để bay lướt xuống.

### Gia tộc Uesugi
Uesugi Kenshin (上杉 謙信 Thượng Sam Khiêm Tín)
Lồng tiếng bởi: Park Romi (Tiếng Nhật); Greg Ayres (Tiếng Anh)
Kenshin là thủ lĩnh của gia tộc Uesugi, đối thủ của Takeda và là một tu sĩ sùng đạo Bishamonten. Anh ta trông hơi nữ tính, nhưng những thành tựu của anh ta đã mang lại cho anh biệt danh "Thần chiến tranh xứ Echigo". Kenshin sử dụng một thanh katana và sử dụng một phong cách dường như dựa trên iaijutsu (nhưng được cách điệu mạnh mẽ vì anh ta có tốc độ tuyệt vời).
Kasuga (かすが)
Lồng tiếng bởi: Kuwatani Natsuko (Tiếng Nhật); Stephanie Sheh (Tiếng Anh)
Kasuga là một ninja phục vụ gia tộc Uesugi. Cô đã yêu Kenshin ngay từ cái nhìn đầu tiên (trong khi cố gắng ám sát anh ta vì cha cô) và trở thành ninja cánh tay phải trung thành nhất của Kenshin. Kasuga thực hiện những chỉ dẫn của mình một cách nghiêm túc và có sự đối đầu với Nōhime (liên quan đến những người họ bảo vệ) và Sasuke (với tư cách là một ninja, và do tính cách trái ngược nhau). Kasuga sử dụng tám kunai (bốn trên mỗi bàn tay) được buộc bằng một sợi dây dao cạo vô hình. Con vật thân thương của cô là một con cú.

### Gia tộc Oda
Oda Nobunaga (織田 信長 Chức Điền Tín Trường)
Lồng tiếng bởi: Wakamoto Norio (Tiếng Nhật); John Swasey (Tiếng Anh)
Nobunaga là người cai trị của gia tộc Oda và được gọi là "Quỷ vương xứ Owari". Ông là kẻ tàn nhẫn và sẽ không dừng lại ở đâu cho đến khi thế giới cúi đầu trước sức mạnh của mình. Nobunaga cầm một thanh kiếm trong một tay và một khẩu shotgun trong tay kia. Nobunaga sau cùng bị Masamune và Yukimura giết tại lâu đài Azuchi.
Nōhime (濃姫 Nồng Cơ)
Lồng tiếng bởi: Hino Yurika (Tiếng Nhật); Stephanie Young (Tiếng Anh)
Nōhime là vợ của Nobunaga, dù ông không mấy khi quan tâm đến cô, nhưng vẫn rất tận tụy, không tỏ ra thương xót với kẻ thù. Nōhime sử dụng hai khẩu súng lục và có thể giải phóng các loại súng khác như súng thần công, súng ngắn hoặc súng Gatling. Cô bị Oichi giết bằng cách sử dụng sức mạnh bóng tối của mình trong lâu đài Azuchi.
Akechi Mitsuhide (明智 光秀 Minh Trí Quang Tú)
Lồng tiếng bởi: Hayami Sho (Tiếng Nhật); Vic Mignogna (Tiếng Anh)
Mitsuhide là một chư hầu của tộc Oda, về sau sẽ phản bội Nobunaga. Anh ta mang hai lưỡi hái, được miêu tả là một kẻ tâm thần tàn bạo thích sự đau khổ của người khác, có thể là một đại ác quỷ hơn cả chính Nobunaga. Mitsuhide dường như bị thiêu sống khi chiến đấu với Kojūrō tại Chùa Honnō-ji. Tuy nhiên, anh ta đã sống sót và xuất hiện như một tu sĩ tên là Tenkai trong Sengoku Basara: The Last Party.
Mori Ranmaru (森 蘭丸 Sâm Lan Hoàn)
Lồng tiếng bởi: Shimowada Hiroki (Tiếng Nhật); Maxey Whitehead (Tiếng Anh)
Ranmaru là một người lính trẻ của gia tộc Oda. Cậu ta háo hức mong muốn sự công nhận từ chủ mình và sẽ chiến đấu ngoan cường vì Nobunaga. Ranmaru cầm một cây cung và hỗ trợ Nōhime và Mitsuhide khi mỗi người trong số họ tấn công Kenshin và Kojūrō. Sau khi Mitsuhide chết, Kojūrō để Ranmaru sống đúng theo ý mình, không bị ràng buộc với gia tộc Oda nữa.

### Gia tộc Azai
Oichi (お市)
Lồng tiếng bởi: Noto Mamiko (Tiếng Nhật); Laura Bailey (Tiếng Anh)
Oichi là vợ của Nagamasa và em gái của Nobunaga. Cô được miêu tả là một người phụ nữ trầm cảm, hay lo lắng về Nagamasa và sự xích mích giữa chồng mình và Nobunaga. Lúc được coi là trông ngây thơ, Oichi có một mặt tối có thể trở nên nguy hiểm một khi cô ấy chộp lấy. Oichi sử dụng một thanh naginata đôi có thể tách và liên kết chuỗi xích đến thanh của nó. Câu chuyện của Oichi, được coi là bi thảm nhất, xoay quanh việc cô chứng kiến Nagamasa bị Mitsuhide giết tại Shitaragahara và bị buộc phải chiến đấu dưới danh nghĩa của Nobunaga, dần mất đi sự tỉnh táo do mất chồng và phương pháp tàn nhẫn của anh trai mình. Cuối cùng, Oichi phải chịu thua trước sức mạnh đen tối của chính mình.
Azai Nagamasa (浅井長政 Thiển Tỉnh Trường Chính)
Lồng tiếng bởi: Tsujitani Kōji (Tiếng Nhật); Christopher Bevins (Tiếng Anh)
Nagamasa từng là đồng minh cũ của gia tộc Oda, nhưng giờ đã phá vỡ liên minh chống lại họ. Anh ta là một người đấu tranh cho công lý và thề sẽ ngăn chặn bất cứ ai muốn tạo ra cái ác, cụ thể là Nobunaga. Nagamasa cầm một thanh kiếm dài và một cái khiên gấp. Phong cách chiến đấu và thói cầu kỳ kiểu cách của anh ta giống với một siêu anh hùng điển hình. Nagamasa cũng thường được thấy bảo Oichi ngừng khóc, chỉ ngại ngùng tuyên bố tình yêu của mình (đôi khi bằng hoa). Nagamasa bị Mitsuhide bắn trúng khi Oichi đến gặp anh ta ở chiến trường Shitaragahara.

### Gia tộc Tokugawa
Tokugawa Ieyasu (徳川家康 Đức Xuyên Gia Khang)
Lồng tiếng bởi: Okawa Toru (Tiếng Nhật); Liam O'Brien (Tiếng Anh)
Ieyasu là thủ lĩnh của gia tộc Tokugawa. Mặc dù nhỏ bé, anh ta đã trông cậy vào các tướng của mình cũng như sự kiểm soát của anh ta đối với vị tướng mạnh nhất của mình, Tadakatsu. Ieyasu cầm một cây gậy có gắn thêm lưỡi đao. Nhưng sau đó loại bỏ cái gậy này, chiến đấu bằng nắm đấm của mình khi anh ta lớn hơn trong mùa thứ hai.
Honda Tadakatsu (本多忠勝 Bản Đa Trung Thắng)
Tadakatsu là một trong những vị tướng vĩ đại nhất dưới thời Ieyasu. Một robot cơ giới khổng lồ mặc áo giáp, sở hữu sức mạnh to lớn trong mỗi cú đánh. Tadakatsu không thể nói chuyện. Tadakatsu luôn cầm một cây giáo lớn khi ra trận.

### Gia tộc Maeda
Maeda Keiji (前田慶次 Tiền Điền Khánh Thứ)
Lồng tiếng bởi: Morita Masakazu (Tiếng Nhật); Eric Vale (Tiếng Anh)
Keiji là cháu của Toshiie, và anh ta là một lãng khách và được gọi là một kẻ may mắn hạnh phúc nhất trần đời. Bất chấp hay bày tỏ thái độ đối với gia đình kế của mình, anh ta yêu họ dù thể hiện sự phẫn nộ với họ do sự phản đối của họ đối với lối sống của anh ta. Đi cùng với anh ta là một con khỉ nhỏ tên là Yumekichi (được Brina Palencia và Caitlin Glass lồng tiếng). Keiji từng là bạn với Hideyoshi cho đến khi một sự kiện bi thảm xảy ra, do Hisahide gây ra, đã phá vỡ tình bạn của họ. Vũ khí của Keiji là một nōdachi lố bịch quá cỡ. Bất chấp chiều dài của nó, anh ta có thể sử dụng nó bằng một tay. Keiji cũng sử dụng vỏ bọc của nó, nhưng thay vì mang nó đi khắp nơi, anh ta ném nó lên trời, để nó rơi xuống ngay khi anh ta cần sử dụng nó.
Matsu (まつ)
Lồng tiếng bởi: Kaida Yuko (Tiếng Nhật); Jamie Marchi (Tiếng Anh)
Matsu là vợ của Toshiie và là dì của Keiji. Cô có trách nhiệm hơn chồng nhưng hết lòng yêu anh. Cô và Toshiie đứng về phía Hideyoshi một thời gian ngắn trong mùa thứ hai. Cô thường đuổi theo Keiji khi anh chơi khăm cô. Matsu cầm một cây naginata.
Maeda Toshiie (前田利家 Tiền Điền Lợi Gia)
Lồng tiếng bởi: Tsuboi Tomohiro (Tiếng Nhật); Chuck Huber (Tiếng Anh)
Toshiie là chồng của Matsu và là chú của Keiji. Anh và Matsu đứng về phía Hideyoshi một thời gian ngắn trong mùa thứ hai. Anh yêu vợ mình là Matsu, nhưng trông bộ dạng anh ta không được thông minh cho lắm và dường như luôn nổi tiếng, thường yêu cầu Matsu kiếm thêm thức ăn. Toshiie cầm một cây đinh ba.

### Gia tộc Toyotomi
Toyotomi Hideyoshi (豊臣秀吉 Phong Thần Tú Cát)
Lồng tiếng bởi: Okiayu Ryōtarō (Tiếng Nhật); Christopher Sabat (Tiếng Anh)
Hideyoshi là người cai trị của tộc Toyotomi. Anh ta được miêu tả là một người đàn ông khổng lồ, có tham vọng cai trị toàn bộ Nhật Bản và biến nó thành một quốc gia thịnh vượng, đáng gờm, khiến anh ta tuyên bố gia tộc Oda là nguồn gốc của sự hỗn loạn bắt đầu ở Nhật Bản. Mặc dù Hideyoshi có ý định tốt, anh ta say sưa với quyền lực và sẽ sử dụng mọi cách, bất kể tàn nhẫn, để đạt được nó (mặc dù Hideyoshi vẫn lôi cuốn và quan tâm đến thuộc hạ của mình, không giống như Nobunaga). Hideyoshi từng là bạn với Keiji cho đến khi một sự kiện bi thảm xảy ra, do Hisahide gây ra, đã phá vỡ tình bạn của họ. Chỉ với đôi tay trần, Hideyoshi có thể tiêu diệt một đạo quân chỉ trong vài giây. Vũ khí của anh ta là nắm đấm, có thể được tăng sức mạnh với đội cận vệ ma thuật.
Takenaka Hanbei (竹中半兵衛 Trúc Trung Bán Binh Vệ)
Lồng tiếng bởi: Ishida Akira (Tiếng Nhật); Chris Cason (Tiếng Anh)
Hanbei là chiến lược gia của Hideyoshi. Anh ta thông minh và cực kỳ trung thành với Hideyoshi. Xung quanh kẻ thù của mình, anh ta tự ái, lạnh lùng và rất tàn nhẫn. Nếu có cơ hội, Hanbei có thể quét sạch tất cả chúng bằng cách vung vũ khí. Các phương pháp ám sát yêu thích của anh ta là đâm sau lưng đối thủ trong tầm với vũ khí của anh ta và khiến đối thủ của anh ta sợ hãi khi họ không nhìn thấy. Dù có vóc dáng sung mãn, Hanbei bị bệnh lao. Vũ khí của Hanbei là một thanh kiếm theo kiểu roi da.
Ishida Mitsunari (石田三成 Thạch Điền Tam Thành)
Lồng tiếng bởi: Seki Tomokazu (Tiếng Nhật); Troy Baker (Tiếng Anh)
Mitsunari là một chư hầu của Hideyoshi trong phần hai. Anh xem Hideyoshi như một hình mẫu và phục vụ chủ nhân với lòng trung thành tuyệt đối. Anh ta sử dụng một thanh katana và tấn công nhanh hơn mắt có thể nhìn thấy, thường có vũ khí được bọc lại trước khi kẻ thù biết thứ gì đã bắn trúng họ. Trong Sengoku Basara: The Last Party, anh ta nổi cơn thịnh nộ và bị ám ảnh bởi mong muốn trả thù Masamune vì đã giết Hideyoshi, rất ít chú trọng đến những mối quan tâm khác, vê bản thân mình hoặc về chính trị.

### Gia tộc Shimazu
Shimazu Yoshihiro (島津義弘 Đảo Tân Nghĩa Hoằng)
Lồng tiếng bởi: Ogata Kenichi (Tiếng Nhật); R Bruce Elliott (Tiếng Anh)
Yoshihiro là thủ lĩnh của gia tộc Shimazu. Mặc dù già cả, ông vẫn là một chiến binh vĩ đại không được đánh giá thấp. Ông cũng được biết đến với các bữa tiệc phục kích hoàn hảo của mình. Ông ta sử dụng một thanh kiếm rộng. Yoshihiro xuất đầu lộ diện khi bị Nobunaga giết chết trong mùa đầu tiên, nhưng trong mùa thứ hai, ông vẫn sống sót. Ông ta giúp Yukimura lãnh đạo một cuộc tấn công vào Motonari ở Satsuma.
Miyamoto Musashi (宮本武蔵 Cung Bản Vũ Tàng)
Lồng tiếng bởi: Namikawa Daisuke (Tiếng Nhật); Sean Michael Teague (Tiếng Anh)
Musashi tự xưng là một kiếm sĩ bậc thầy, được miêu tả là một kẻ ngông cuồng ngạo mạn luôn khao khát một cuộc giao đấu để chứng minh rằng anh ta mới là người mạnh nhất ở Nhật Bản. Musashi cầm một Eku và một thanh kiếm gỗ. Anh dự định viết một cuốn tiểu thuyết về những chuyến đi của mình sau khi các cuộc chiến ở Nhật Bản kết thúc. Trong trận chiến, anh ta liên tục chế nhạo đối thủ của mình, thường gọi họ là "baka" ("đồ ngốc"). Yoshihiro chính là thầy của anh ta.

### Gia tộc khác
Imagawa Yoshimoto (今川義元 Kim Xuyên Nghĩa Nguyên)
Lồng tiếng bởi: Shioya Kozo (Tiếng Nhật); Barry Yandell (Tiếng Anh)
Yoshimoto là thủ lĩnh của gia tộc Imagawa. Anh ta hành động trẻ con và hèn nhát nhưng sẽ chiến đấu khi bị dồn vào đường cùng. Sự thiếu quyết tâm của Yoshimoto đã khiến những người lính dưới quyền mất lòng nhiều lần trong khi vẫn chiến đấu dù sự bùng nổ lòng dũng cảm thường xuyên của anh ta sẽ làm tăng tinh thần của họ, đó là cho đến lần tiếp theo anh ta lại hoảng loạn. Yoshimoto hay cầm một cái quạt khổng lồ làm vũ khí chính. Khi Yukimura và Masamune chuẩn bị tấn công anh ta, anh ta đã phái những tên tốt thí ra là mồi dụ rồi vội vàng bỏ chạy. Tuy nhiên, đám sát thủ của Nobunaga đã ra tay giết những tên tốt thí đó, và Yoshimoto bị chính Nobunaga bắn chết.
Hōjō Ujimasa (北条 氏政 Bắc Điều Thị Chính)
Lồng tiếng bởi: Miyazawa Tadashi (Tiếng Nhật); Jerry Russell (Tiếng Anh)
Ujimasa là thủ lĩnh của gia tộc Hōjō. Ông hầu hết được biết đến với pháo đài ấn tượng có tên là Lâu đài Odawara và lập trường phòng thủ của ông đối với cuộc chiến sản xuất bia. Ông sử dụng một ngọn giáo nhiều lưỡi. Ông triệu tập Kotarō đi đánh Shingen nhưng Shingen đã đánh bại được Kotarō và giết Ujimasa nay sau đó.
Fūma Kotarō (風魔小太郎 Phong Ma Tiểu Thái Lang)
Kotarō là một ninja chính phụng sự gia tộc Hōjō trong mùa đầu tiên, nhưng sau đó theo hầu Hisahide trong mùa thứ hai. Vũ khí mà anh ta thường sử dụng là hai thanh kiếm ninja. Anh ta được miêu tả là một kẻ không bao giờ nói chuyện, nhưng lại hành động ngay lập tức. Giống như Kasuga và Sasuke, anh ta có thể tạo ra bản sao của chính mình. Không giống như Kasuga và Sasuke luôn cần những con chim để bay lượn, Kotarou có thể khinh công chỉ bằng cơ thể của mình và có thể lướt nhanh hơn khi kết hợp với các chiêu thức trên không của mình.
Matsunaga Hisahide (松永久秀 Tùng Vĩnh Cửu Tú)
Lồng tiếng bởi: Fujiwara Keiji (Tiếng Nhật); Kent Williams (Tiếng Anh)
Hisahide là một nhân vật rất sắc sảo, một kẻ mưu mô quỷ quyệt, có vũ khí là kiếm và thuốc súng. Anh ta có liên quan đến nhiều câu chuyện hậu trường khác nhau, chẳng hạn như bắt hầu hết các tùy tùng của Masamune làm con tin và chọc giận Kojūrō bằng cách làm nhục Masamune. Trong một câu chuyện khác, Hisahide đã làm bẽ mặt và đánh bại Hideyoshi, khiến anh ta say sưa với quyền lực và biến bản thân mình từ một người ôn hòa trở thành một kẻ đầy tham vọng quyền lực. Hisahide chính là nguyên nhân thực sự gây ra hỗn loạn ở Nhật Bản.
Mōri Motonari (毛利元就 Mao Lợi Nguyên Tựu)
Lồng tiếng bởi: Nakahara Shigeru (Tiếng Nhật); Sam Riegel (Tiếng Anh)
Motonari là thủ lĩnh của gia tộc Mōri. Anh ta được biết đến vì sở hữu một bộ óc chiến thuật tuyệt vời, nhưng nghĩ rất ít về thuộc hạ của mình và coi họ như những con tốt thí. Anh ta cầm một lưỡi kiếm hình tròn, mà anh ta có thể tách ra để trở thành lưỡi kiếm song đôi. Motonari có thói quen ngắm hoàng hôn. Anh ta được miêu tả là đối thủ của Motochika. Ở mùa thứ hai, Motonari thiết lập liên minh với Hideyoshi. Anh ta phá hủy Fugaku, pháo đài của Motochika, và xây dựng lại và đổi tên thành Nichirin. Tuy nhiên, Yukimura tìm cách tiêu diệt Nichirin bằng toàn bộ sức mạnh của mình, dường như đã giết chết Motonari trong quá trình này. Tuy nhiên, Motonari vẫn sống sót và xuất hiện trong Sengoku Basara: The Last Party.
Chōsokabe Motochika (長宗我部元親 Trường Tông Ngã Bộ Nguyên Thân)
Lồng tiếng bởi: Ishino Ryuzo (Tiếng Nhật); Patrick Seitz (Tiếng Anh)
Motochika là thủ lĩnh của gia tộc Chōsokabe. Pháo đài của anh ta, Fugaku, có một khẩu súng thần công giúp đẩy lùi địch quân và một số máy móc cơ khí. Anh ta cầm một cây giáo dài giống như mỏ neo được trang bị chuỗi dây xích kim loại mà anh ta sử dụng làm vũ khí và phương thức vận chuyển trên bộ. Motochika xuất hiện trong nhiều cuộc xung đột khác nhau với tư cách là đối thủ được cho là của Motonari. Khi Hideyoshi rời biển, hắn ta tiêu diệt Fugaku và dễ dàng đánh bại Motochika. Tuy nhiên, sau khi vẫn sống sót cuộc chiến vừa qua, anh ta và Masamune đã hợp lực tấn công Hideyoshi ở Odawara.

## Danh sách tập phim

### Mùa 1
| #  | Tên | Ngày công chiếu          |
| -- | --- | ------------------------ |
| 1  | "Sōkō Shukumei no Kaikō!" (蒼紅 宿命の邂逅!)                                                           | 2 tháng 4 năm 2009       |
| 2  | "Senritsu! Okehazama no Sōgū" (戦慄! 桶狭間の遭遇)                                                     | 9 tháng 4 năm 2009       |
| 3  | "Fūraibō Maeda Keiji!" (風来坊 前田慶次!)                                                              | 16 tháng 4 năm 2009      |
| 4  | "Yureru Hi no Hana Hi o Yobu Shingi!" (揺れる緋の華 悲を呼ぶ信義!)                                     | 23 tháng 4 năm 2009      |
| 5  | "Sōzetsu! Nagashino-Shitaragahara no Gisen" (壮絶! 長篠・設楽原の義戦)                                 | 30 tháng 4 năm 2009      |
| 6  | "Sakareta Kizuna Masamune Kutsujoku no Taikyaku!" (裂かれた絆 政宗屈辱の退却!)                         | 7 tháng 5 năm 2009       |
| 7  | "Ryakudatsu no Kyōyū! Sōryū Gekka no Shinken Shōbu" (略奪の梟雄! 双竜月下の真剣勝負)                   | 14 tháng 5 năm 2009      |
| 8  | "Keppū Daigaran! Kojūrō Zettaizetsumei" (血風大伽藍! 小十郎絶体絶命)                                   | 21 tháng 5 năm 2009      |
| 9  | "Kai no Tora, Midaigawa ni Shisu!" (甲斐の虎、御勅使川に死す!)                                         | 28 tháng 5 năm 2009      |
| 10 | "Yukimura Saikifunō!? Date Gun Namida no Kaisan!!" (幸村再起不能!? 伊達軍涙の解散!!)                   | 4 tháng 6 năm 2009       |
| 11 | "Mitsuhide no Muhon! Honnō-ji Daienjō!!" (光秀の謀反! 本能寺大炎上!!)                                  | 11 tháng 6 năm 2009      |
| 12 | "Azuchi-jō Tenshu Asu o Kaketa Shitō!!" (安土城天守 明日を懸けた死闘!!)                                | 18 tháng 6 năm 2009      |
| 13 | "Setouchi no Gekitotsu! Hi o Fuku Umi no Daiyōsai-Fugaku!!" (瀬戸内の激突! 火を噴く海の大要塞・富嶽!!) | 6 tháng 1 năm 2010 (OVA) |

### Mùa 2
| #  | Tên | Ngày công chiếu          |
| -- | --- | ------------------------ |
| 1  | "Ransei Futatabi! Rekkai Butei-Toyotomi Hideyoshi Kōrin!" (乱世再び! 裂界武帝・豊臣秀吉降臨!)                         | 11 tháng 7 năm 2010      |
| 2  | "Ushinawareta Migi Me Kirisakareta Ryū no Senaka!" (失われた右目 斬り裂かれた竜の背中!)                               | 18 tháng 7 năm 2010      |
| 3  | "Keiji Tai Toshiie! Tetorigawa ni Musebu Yuzurenu Omoi!" (慶次対利家! 手取川に咽ぶゆずれぬ想い!)                      | 25 tháng 7 năm 2010      |
| 4  | "Azuchi-jō no Bōrei!? Yukimura o Osou Nageki to Ma no Hōkō!" (安土城の亡霊!? 幸村を襲う嘆きと魔の咆哮!)               | 1 tháng 8 năm 2010       |
| 5  | "Seigan no Kokuin! Dokuganryū Tai Gunshin Hitotoribashi no Taiji!" (誓願の刻印! 独眼竜対軍神 人取橋の対峙!)           | 8 tháng 8 năm 2010       |
| 6  | "Kyōi no Toyotomi-Mōri Dōmei! Unabara o Saku Ha no Gōken!!" (脅威の豊臣・毛利同盟! 海原を裂く覇の豪拳!!)              | 15 tháng 8 năm 2010      |
| 7  | "Sainantan-Satsuma no Chi e! Yukimura, Aratanaru Otoko no Deai!" (最南端・薩摩の地へ! 幸村、新たなる漢の出逢い!!)     | 22 tháng 8 năm 2010      |
| 8  | "Tomogaki to no Kanashiki Saikai Mōshū Kizamareshi Hi no Kioku!" (友垣との哀しき再会 猛執刻まれし日の記憶!)           | 29 tháng 8 năm 2010      |
| 9  | "Ryū to Oni Owari no Gekitotsu! Bakusō! Date-Chōsokabe Rengō Gun!!" (竜と鬼 尾張の激突! 爆走! 伊達・長曾我部連合軍!!) | 5 tháng 9 năm 2010       |
| 10 | "Fukkatsu no Wakaki Tora! Kaizō Daiyōsai-Nichirin no Kyōi, Higashi e!!" (復活の若き虎! 改造大要塞・日輪の脅威､東へ!!) | 12 tháng 9 năm 2010      |
| 11 | "Hasō Toyotomi Daihontai! Honki no Keiji, Danchō no Battō!!" (覇走豊臣大本隊! 本気の慶次、断腸の抜刀!!)               | 19 tháng 9 năm 2010      |
| 12 | "Sōkō Kesshisen! Gekitō no Hate ni Fuku Kaze no Oto yo!!" (蒼紅決死戦! 激闘の果てに吹く風の音よ!!)                    | 26 tháng 9 năm 2010      |
| 13 | "Ryūko, Itadaki no Chikai! Atsuki Mirai e Kakeru Tamashii!!" (竜虎、頂の誓い! 熱き未来へ駆ける魂!!)                   | 6 tháng 4 năm 2011 (OVA) |